# 一旦ステイ TONIGHT
一旦ステイ TONIGHT（いったんステイ トゥナイト）とは、にじさんじ所属Vtuber・不破湊による楽曲。2024年11月30日に配信リリースされた。

## 概要
本楽曲は、ホスト風のキャラクター性を持つ不破湊の魅力を最大限に活かしたパーティーチューンである。シャンパンコールや甘いセリフを織り交ぜた歌詞が特徴で、リスナーを今夜だけのプリンセスとしてもてなす世界観が展開される。「一旦ディスティニーシャンパンコール」では、葛葉とエクス・アルビオが参加しており、にじさんじ内のコラボレーションも話題となった。

## ミュージックビデオ
公式MVはYouTubeにて公開されており、アニメーションやピクセルアート、3Dリリックモーションなど多彩な演出が施されている。
MV制作には複数のクリエイターが関わっており、視覚的にも華やかな作品となっている。

## ライブパフォーマンス
2024年12月8日に開催された不破湊の1st LIVE「Cheers with you」で本楽曲が披露され、Blu-rayにも収録されている。

## 歌詞の特徴
- 「Welcome to the party everyone / Please Ittan Stay Tonight...」という冒頭のセリフから始まり、夜の非日常間を演出。
- 「お気に召すまま、気が変わるまま、なんなら朝まで一旦、一旦、一旦ステイTONIGHT...」というフレーズが印象的で、楽曲のテーマを象徴している[2]。